# مانده سیدیبه
مانده سیدیبه (انگلیسی: Mandé Sidibé؛ ۲۰ ژانویهٔ ۱۹۴۰ – ۲۵ اوت ۲۰۰۹) سیاست‌مدار اهل مالی بود. وی از ۱۵ فوریه ۲۰۰۰ تا ۱۸ مارس ۲۰۰۲ نخست‌وزیر این کشور بود.
مانده سیدیبه در ۲۵ اوت ۲۰۰۹، بعد از یک دوره کوتاه بیماری در سن ۶۹ سالگی در پاریس درگذشت.